# Sarah Günther
Sarah Günther (Bremen, 25 de janeiro de 1983) é uma futebolista alemã. Foi medalhista olímpica pela seleção de seu país.